# Physocnemum violaceipenne
Physocnemum violaceipenne là một loài bọ cánh cứng trong họ Cerambycidae.